# Cnemidocarpa bythia
Cnemidocarpa bythia är en sjöpungsart som först beskrevs av William Abbott Herdman 1881.  Cnemidocarpa bythia ingår i släktet Cnemidocarpa och familjen Styelidae. Inga underarter finns listade i Catalogue of Life.